# Brzezinki (Przysucha)
Pour les articles homonymes, voir Brzezinki.
Brzezinki (prononciation : [bʐɛˈʑinki]) est un village polonais de la gmina de Gielniów dans le powiat de Przysucha de la voïvodie de Mazovie dans le centre-est de la Pologne.
Il se situe à environ 2 kilomètres au nord de Gielniów (siège de la gmina), 10 kilomètres à l'ouest de Przysucha (siège du powiat) et à 98 kilomètres au sud de Varsovie (capitale de la Pologne).

## Histoire
De 1975 à 1998, le village appartenait administrativement à la voïvodie de Radom.